# Jasper Vermeerbergen
Jasper Vermeerbergen (Antwerpen, 8 januari 1988) is een Belgische voormalig voetballer. Zijn laatste club was Royal Cappellen Football Club.
Hij maakte op 11 november 2006 zijn debuut in de Belgische eerste klasse in een wedstrijd tegen Zulte Waregem. Vermeerbergen scoorde ook eens twee doelpunten in één wedstrijd voor Germinal Beerschot, in een oefenpot tegen het zeer gelauwerde KFCO Wilrijk.
In mei 2008 tekende Jasper Vermeerbergen een contract van twee jaar bij de tweedeklasser SK Beveren. Daarna speelde hij nog voor Antwerp en derdeklasser Cappellen waar hij zijn professionele spelerscarrière beëindigde.
Naast zijn voetbalcarrière begon Vermeerbergen in een functie binnen een boekhoudkantoor.

## Statistieken
| seizoen | club                          | land   | competitie     | wed. | goals |
| ------- | ----------------------------- | ------ | -------------- | ---- | ----- |
| 2006/07 | Germinal Beerschot            | België | Jupiler League | 1    | 0     |
| 2007/08 | Germinal Beerschot            | België | Jupiler League | 1    | 0     |
| 2008/09 | SK Beveren                    | België | Exqi League    | 10   | 0     |
| 2009/10 | SK Beveren                    | België | Exqi League    | 12   | 1     |
| 2010/11 | Royal Antwerp Football Club   | België | Exqi League    | 21   | 1     |
| 2011/12 | Royal Cappellen Football Club | België | Vierde klasse  | 10   | 0     |
| 2012/13 | Royal Cappellen Football Club | België | Derde klasse   | 30   | 2     |